# ロン・トーラナック
ロナルド・シドニー・トーラナック（Ronald Sidney Tauranac AO、1925年1月13日 - 2020年7月17日）は、イギリス出身の自動車技術者であり、自動車レースチームであるブラバムの共同創業者、ラルトの創業者として知られる。オーストラリア市民権を取得しており、オーストラリアの自動車技術者としても知られる。
ブラバムにおいて手掛けた車両はF1において数多くの勝利を挙げ、1966年と1967年には、ドライバーとコンストラクター（車両製造者）の両部門の世界タイトルを2年連続で獲得することに貢献した。1975年に設立したラルトは、1970年代後半から1990年代初めにかけて、市販レーシングカーのコンストラクターとして、レースの成績の面でも販売の面でも大きな成功を収めた。

## 経歴
トーラナックはイギリスで生まれ、少年時代に家族とともにオーストラリアに移住した。

### ジャック・ブラバムとの出会い
第二次世界大戦の戦時中はオーストラリア空軍に奉職し、終戦後の1946年にレースの世界に入った。1950年代にかけて、「ラルト（Ralt）」と名付けた自作車両で、兄弟のオースティンとともに地元のヒルクライムレースなどに参戦し、活躍した。車両の製作も手掛け、運転も自身で行っていた。
ジャック・ブラバムとはこの時期の1951年頃に知り合った。この頃のブラバムは車両も自ら製作していたが、同じレース用にトーラナックが作った車両を見て強い感銘と刺激を受け、ブラバムがヨーロッパに渡った1955年以降も互いに連絡を取り合う関係が続いた。
ジャック・ブラバムはドライバーとして成功し、1959年と1960年にクーパーで、2度のF1世界チャンピオンとなった。そうして、ブラバムは自分自身のチームを創設することを決意し、ブラバムからチームを共同で創設することを提案されたトーラナックはイギリスに渡った。

### ブラバム (1962年 - 1972年)
1961年、トーラナックはジャック・ブラバムと共に、レーシングカーコンストラクター（車両製造者）である「ブラバム」（Motor Racing Developments Ltd.）を設立した。ブラバムはチームとしてフォーミュラ1やフォーミュラ2にも参戦をした。
トーラナックとブラバムにとって最初のF1車両であるブラバム・BT3は1962年シーズンの半ばに完成し、8月の第6戦ドイツGPで、デビューを果たした。
トーラナックはその後もブラバム車両の開発で大きな成功を収め、トーラナックが設計したBT19とBT20で、ジャック・ブラバムは1966年のF1シーズンを制し、自身の名を冠した車両でF1チャンピオンを獲得した最初の人物となった。翌1967年シーズンもBT19とBT20を駆ったデニス・ハルムがチャンピオンに輝き、ブラバムはコンストラクターズタイトルの連覇にも成功した。
1966年は1リッター規定最後のフォーミュラ2でも活躍し、ドライバーはF1と同じジャック・ブラバムとハルムのコンビで、ホンダエンジンを搭載したBT18が参戦した13戦中12勝し、かつ「12連勝」を記録するという圧勝劇を演じた。
1970年限りでジャック・ブラバムがドライバーを引退し、ブラバムの運営からも手を引いたため、トーラナックは単独のオーナーとなった。しかし、盟友であるブラバムの離脱によってレースへの関心は急速に低下していき、1972年にチームをバーニー・エクレストンに売却した。

### ラルト (1975年 - 1988年)

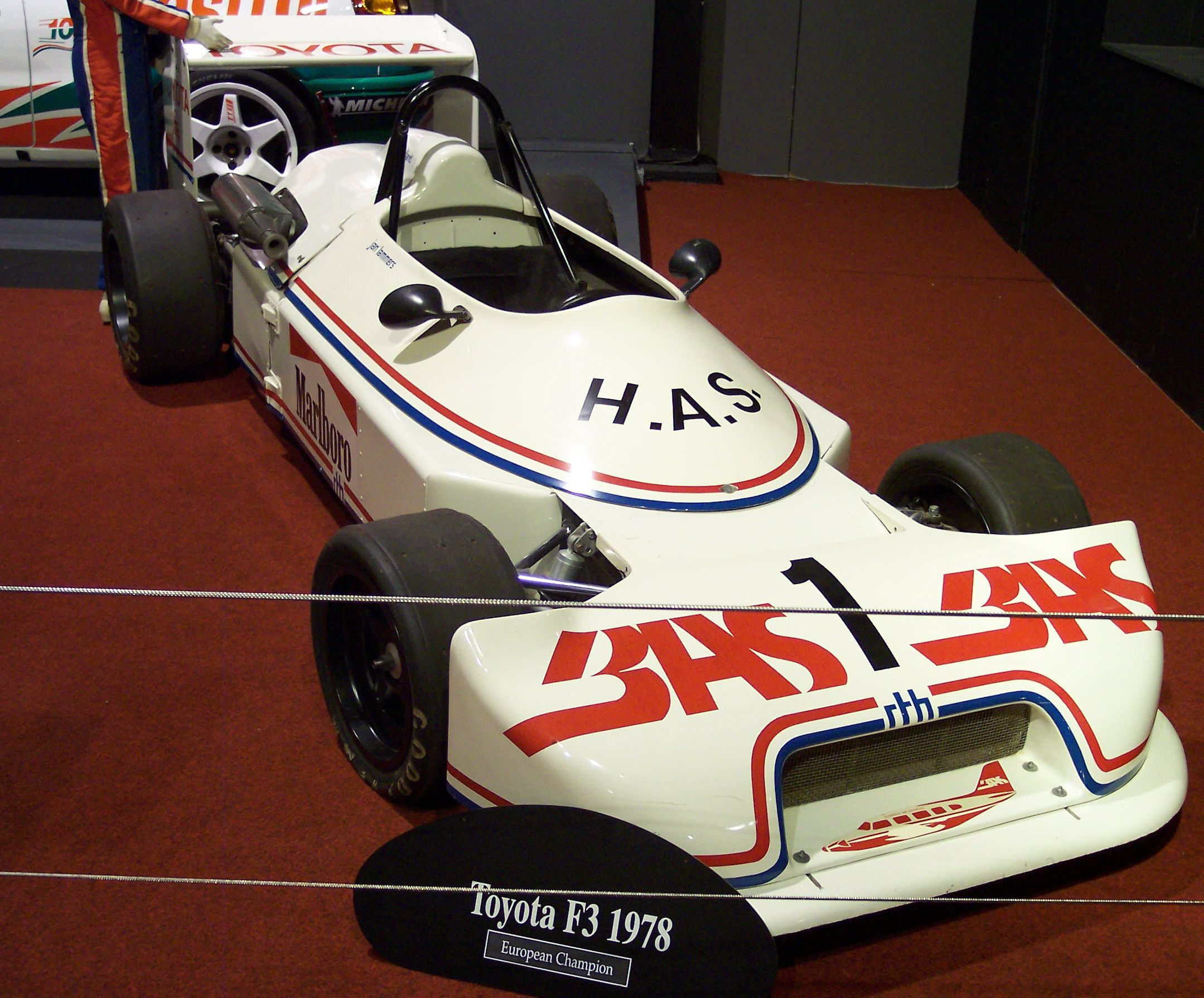
ラルト・RT1（1978年型・F3）

ブラバムを手放した後、オーストラリアで隠居生活を送っていたトーラナックだったが、1975年にレース事業に復帰し、ラルト・カーズを設立した。
トーラナックの手腕は知れ渡っていたことから、同社が設立されるとすぐに、ブラバム時代からの得意先からの発注が相次いだ。1975年に最初の車両であるラルト・RT1を開発し、販売を開始した。同車は性能が高かったことに加えて、細部を変えるだけでF2、F3、フォーミュラ・スーパーVee、フォーミュラ・アトランティックなど、様々なカテゴリーで使用することが可能だったことから人気を博し、その販売期間も5年以上に及び、150台以上が製作され、1980年代初めの時点で「史上最も成功したプロダクション・レーシングカー」とも呼ばれた。
この時期、F1においても、ラルト設立以前の1974年に個人でトロ―ジャン（T103）、1978年にはラルトが依頼を受けたことでセオドール・レーシング（TR1）の車両開発に関わった。
ブラバムと異なり、ラルトはコンストラクター専業で、当初自身のチームは持たなかったが、そのラルト製車両は様々なチームに購入されて活躍を続け、1990年代初めにかけて世界各地域のF2以下のジュニアフォーミュラでチャンピオンタイトル獲得に貢献した。そのため、ネルソン・ピケ、アイルトン・セナ、ミカ・ハッキネンといった1980年代から1990年代にかけてF1デビューを果たして活躍したドライバーの多くが、F3ではラルト製シャシーで活躍をしてキャリア初期に名を馳せた。F2では、1980年からホンダと再び組み、ナイジェル・マンセル、ジェフ・リース、マイク・サックウェル、ジョナサン・パーマーらを擁して、ラルト・ホンダがヨーロッパF2選手権を席巻した。
ラルトの車両は販売も順調で、トーラナック自身も「ラルトは会社としてはブラバムよりはるかに成功した」と述べている。
1988年10月、トーラナックはラルトをマーチに125万ポンドで売却し、以降もラルトにはコンサルタントとして留まった。しかし、ラルトはシェアをレイナードやダラーラといった同業他社に奪われて傾いていき、トーラナックは、1994年初めに最後のラルト車が走る頃までに同社を去った。
以降、トーラナックはフリーランスのエンジニアとして、主にコンサルタントとしてモータースポーツと関わり続けた。

### 死去
2020年7月17日、眠るように息を引き取ったという。95歳の大往生だった。

## 車両設計者としての特徴

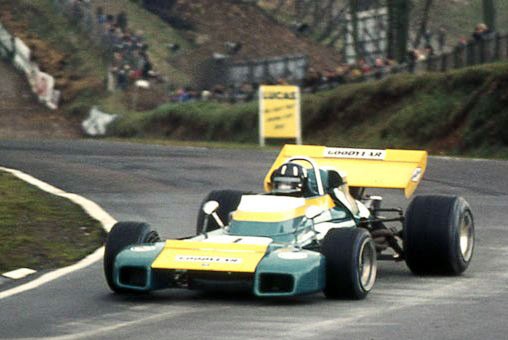
ブラバムで最後に設計したBT34（1971年）。「ロブスターの爪」（Lobster-claw）と呼ばれる特徴的な形状のフロントノーズを持ち、トーラナックが設計した車両としては例外的に奇抜なものとみなされている。

1960年代、同時代のロータスのコーリン・チャップマンが車両開発にあたって革新的な手法を好んだのに対して、トーラナックは保守的（常識的）で堅実な手法を好む設計者として知られた。1967年にチャップマンがロータス・49でモノコック構造を導入して成功した際も、他チームのように安易に流行を追うのではなく、手堅いスペースフレーム構造を維持しつつ独自の手法で車両を洗練させることにこだわったとされる。これはスペースフレーム構造に利点を見出していたからというわけではなく、当時のトーラナックは「自分がもっともやりやすい方法で」設計を行ったものだと述べている。
レースはエンジンだけでは決まらないということを持論としており。40馬力くらいの差は他でなんとか稼げると自負していた。この考え方は、F2活動の一環でホンダからブラバムに派遣されていた久米是志にも影響を与えた（後述）。設計においては、メカニックたちが扱いやすいよう、単純で取扱いを容易とすることも設計の上で重んじていた。
車体設計の中でも特にサスペンションの設計について第一人者とみなされており、当時の先駆者のような役割を果たしたとされる。

## 人物
- 寡黙な人物として知られ、表に出て脚光を浴びるような仕事をすることも好まないことで知られた[1][W 6][W 2]。トーラナック本人は、第二次世界大戦末期にオーストラリア空軍に奉職していた際に同僚を失い、それ以来、感情的になるということはなくなってしまったと述べている[W 2]。
- ジャック・ブラバムもトーラナックも現実主義者であり[W 6]、これはブラバムの質実剛健なイメージを作った。

### エピソード
- ブラバムの各車両の名称に冠されている「BT」は、共同創設者のブラバム（Brabham）とトーラナック（Tauranac）のイニシャルから一字ずつ取ったものである[2][5][W 2]。
- 「RALT（Ralt）」は、ロン（Ron）と兄弟のオースティン・ルイス・トーラナック（Austin Lewis Tauranac）に由来する[W 2][W 5]。
- 1964年1月中旬、ロータスへのエンジン供給を通じてF1に参戦すべく準備を進めていたホンダは、チャップマンからの急な断りの連絡を受け、F1参戦に向けた計画は窮地に陥った（詳細は「ホンダF1#第1期」を参照）。この際、ホンダはまずジャック・ブラバムに連絡を取り、チャップマンに送ったのと同様のホンダV12エンジン（RA271E）の設計用モックアップを送り、車体の設計を依頼した[14]。ブラバムとトーラナックは検討してみたものの、「横置きエンジンに合わせた車体を設計できるか自信がないし、第一、今エンジンを受け取っても車体を（5月の開幕戦までに）設計するのは無理だ」と間を置かずに回答し、ホンダの依頼を断った[14]。チャップマンの政治的な動きに憤慨もしていたホンダとしては[注釈 11]、ブラバムとトーラナックのこの率直で裏表のない対応にはかえって敬意を深くしたという[14]（ホンダは独自の車体を設計してF1参戦することを1月下旬に決定した）。
- 1965年にF2でブラバムがホンダと組んだ際、ホンダが最初に用意したRA300Eエンジンは不出来で、序盤の3戦で使用したのみで放棄することになった[16][17]。この際、ブラバムはエンジンの搭載は見合わせたものの、ホンダが勝てるエンジンを作れるよう助言と協力の手を惜しまず[18]、ジャック・ブラバムとトーラナックは、RA300Eの設計者であり、イギリスに駐在していた久米是志に二輪用と四輪用のエンジンの違いや、一般にレーシングカーの車体がエンジンにどういったことを要求するかといったことを指南した[16]。これにより、それまでエンジンのふるまいのみに注目し、レーシングカーという対象を総体的に捉えることができていなかったことに気付かされたと、久米は述べている[16][18]。翌年、RA302E（F2）エンジンを搭載したブラバム・ホンダは連戦連勝の活躍をし、久米が1965年末に手掛けたこのエンジンの設計は、同時期に入交昭一郎が手掛けていたF1用の3リッターエンジン（RA273E）の設計においても手本とされた[19][20]。
- ジャック・ブラバムの息子の一人であるデビッドの名付け親である[W 2]。

## 栄典
- 2002年 オーストラリア勲章（英語版）[W 8]